# 生钦·多布栋策楞车敏
生钦·多布栋策楞车敏（藏語：སེང་ཆེན་ཐུབ་བསྟན་ཚེ་རིང།，威利转写：seng chen thub bstan tshe ring；1887年—1932年5月21日），人称多活佛，本名布彦克什克，蒙古族，藏传佛教格鲁派第五世生钦活佛，旧土尔扈特卓哩克图汗布彦绰克图之次子。
由于第四世生钦活佛在1882年接待了印度藏学家萨拉特·钱德拉·达斯，他于1887年被投入雅鲁藏布江溺杀，并被第十三世达赖喇嘛禁止转世。后来，重孜寺与第九世班禅额尔德尼设法将其转世到旧土尔扈特部，于1890年认定卓哩克图汗布彦绰克图之子、三岁的布彦克什克为第四世生钦活佛的转世灵童。他也成为了历代生钦活佛中唯一的蒙古族活佛。1893年他前往拉萨甘丹寺学经，拜瓦齐尔达拉为师，并取法名洛桑策楞车敏。1904年，当时流亡外蒙古的第十三世达赖喇嘛终于决定承认五世生钦活佛，并赐其“多布栋”，其法名也改为多布栋策楞车敏。1914年，被民国政府授予“托音堪布”称号。1916年，又加封“班第达”。1917年，其兄卓哩克图汗布彦蒙库去世，由布彦蒙库之子满楚克札布承袭汗位。由于满楚克札布当时尚年幼，由其母、布彦蒙库福晋色尔济布吉特署理印务，其叔父五世生钦活佛则出任蒙古骑兵团统带（升格为骑兵旅后继续担任统领）。1922年，加封“诺们罕”。同年色尔济布吉特去世，北洋政府于1923年决定由五世生钦活佛暂护理札萨克卓哩克图汗和盟长印务，并继续兼任骑兵旅统领。由此，他成为了旧土尔扈特南路盟的摄政王，掌握了盟政最高实权。1932年5月21日，他在乌鲁木齐被新疆省主席金树仁枪决。